# Ernst Klippel
Ernst Klippel (mit allen Vornamen Ernst August Josef Klippel, auch unter Pseudonym Erich Keller; * 19. April 1872 in Liebau, Schlesien; † 28. August 1953 in Berlin) war ein deutscher Architekt, Ingenieur Orientalist, Ethnologe und wurde als Schriftsteller bekannt.

## Leben und Wirken

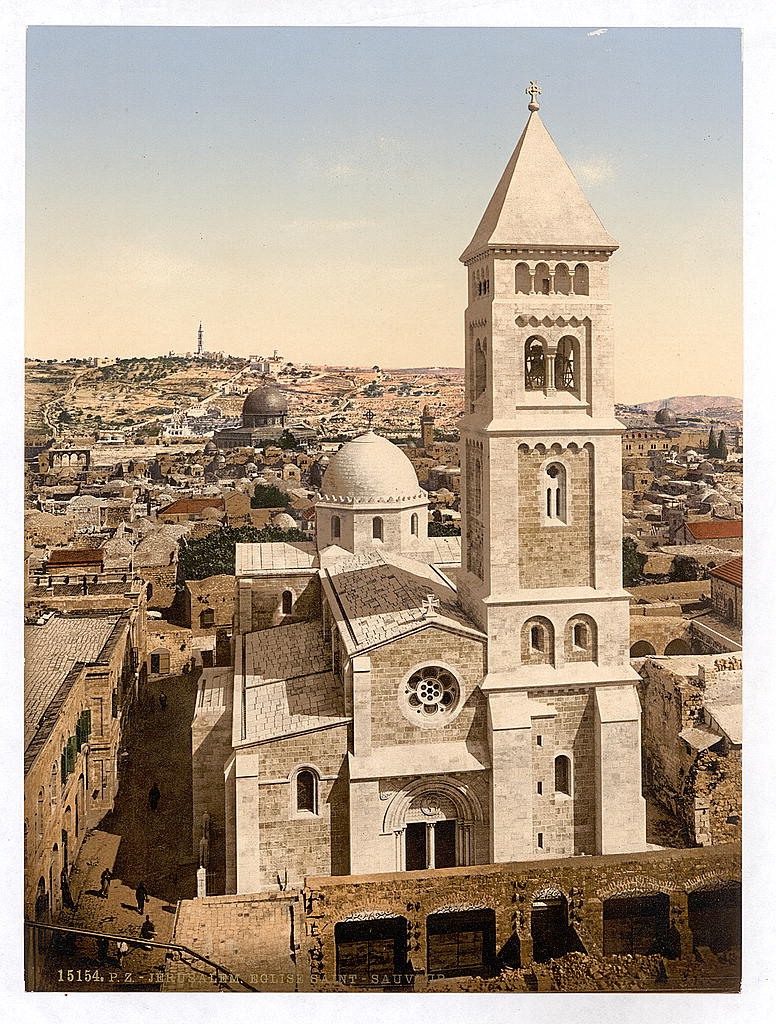
Erlöserkirche um 1900

Klippel nahm nach dem Besuch von Oberreal- u. Baugewerkschule Privatunterricht in den klassischen Sprachen Latein und Altgriechisch und studierte Architektur und Altertumswissenschaft an der Technischen Hochschule in München. Es folgten 1895 Kunst- und archäologische Studien in Griechenland, Kleinasien und Italien.
Anfang 1896 schloss er sich in Jerusalem dem Team des Berliner Architekten und Bauhistorikers Friedrich Adler zum Bau der evangelischen Erlöserkirche an. Klippel hatte dort zeitweise die Bauleitung und bearbeitete auch die Entwürfe für eine deutsche Kolonie und ein Hospiz.
Mitte 1897 trat er in den ägyptischen Staatsdienst ein. In der Abteilung für Denkmalpflege (Comité de Conservation des Monuments de l'Art Arabe) leitete er die umfangreichen Restaurierungen der historischen Befestigungen in Alt-Kairo (u. a. der Moscheen des Emir-al-Mardani, des Sultan Hassan) sowie der altkoptischen Kultgebäude in Kairo und Oberägypten.
Klippel lebte während seiner ägyptischen Schaffensperiode etwa 12 km nordöstlich des Stadtzentrums von Kairo in Mataria, dem antiken Heliopolis und wurde als Regierungs-Bauinspektor und Schriftsteller bezeichnet.
Seine wiederholten Studienreisen in den Balkanländern, der Türkei, Syrien, Tunesien und im oberen und unteren Niltal brachten ihm tiefere Erkenntnisse in die orientalische Denkweise und Gefühlswelt und veranlassten ihn zu einem ernsteren Studium des Arabischen und des Islams. Ausgedehnte Urlaubsreisen machten ihn mit den Kunst- und Literaturschätzen Frankreichs, Englands, Belgiens und Hollands näher bekannt. Die 1908 als private Hochschule gegründete Universität Kairo mit anfangs überwiegend europäischen Lehrkräften ermöglichte ihm das Studium der französischen, englischen und arabischen Literatur, der semitischen Philologie und Geschichte. Seine Erkenntnisse hielt er in zahlreichen ethnographischen Aufsätzen und Skizzen fest. Die ersten Artikel erschienen ab 1910.
Das Historische Architektenregister führt Ernst Klippel 1929 als Regierungsbauinspektor, also Staatsbeamter in Berlin.

## Begegnung mit Karl May
Es ist wahrscheinlich, dass der in Kairo tätige Ernst Klippel dort dem Schriftsteller Karl May begegnete, der sich auf seiner Orientreise befand. Klippel berichtet jedenfalls über mehrfache Treffen im April 1899 in Mays Hotel Bavaria (Bayrischer Hof) und im Gasthaus eines Wilhelm Boehr beim Münchner Bier. Er erwähnte diese Zusammenkünfte 1932 – also erst 33 Jahre danach – in einen kurzen Artikel in der Zeitschrift Die Gartenlaube, den er Karl May und Ernst Keil. Eine Erinnerung von Ernst Klippel betitelte.
Schon Dieter Sudhoff und Hans-Dieter Steinmetz, die Verfasser der Karl-May-Chronik bezeichnen die Erinnerung als ausschmückend. Kritiker werten ein Detail als nicht glaubhaft: laut Klippel erzählte ihm May von einer Indianergeschichte, die er schon mit 16 Jahren (1858) der ersten und größten Illustrierten  Die Gartenlaube, angeboten habe. Ernst Keil, der Gründer und Herausgeber, wies sie aber in einer umfangreichen Antwort zurück. May interpretierte diese Ablehnung ironisch als seinen ersten literarischen Erfolg. Die Experten fanden die nicht belegte Auseinandersetzung zwischen May und Keil  in dem 1910 (11 Jahre nach den Kairo-Treffen) veröffentlichten May‘schen Werk Mein Leben und Streben wieder. Sie halten es bei den enormen Zeitdifferenzen (1858 – 1899–1910 – 1932) für verständlich, dass Klippel für seine Schilderung Textpassagen von May übernommen hat, statt aus verblasster Erinnerung Fehler einschleichen zu lassen. Zur Indianergeschichte selbst heißt es bislang: „Wenn schon nicht wahr, so doch gut erfunden“.

## Veröffentlichungen
- Haschisch und Haschaschin. In: Aegyptische Skizzen. OttoDreyer, Berlin 1910 (104 S., Inhalt auf Website).
- Études sur le folklore bédouin de l'Égypte. In: Bulletin de la Société de Géographie de l‘Egypte (al-Qāhira). Band 7, Nr. 10. Impr. Nat., Le Caire 1911 (französisch, 48 S., Bibliothekslink).
- Die mohammedanische Pilgerfahrt. In: Reclams Universum, Moderne Illustrierte Wochenschrift. Band 27, Nr. 2. Reclam, Leipzig 1911, S. 678–682 (5 S.).
- Auf der Hyänenfahrt. In: Moderne Kunst (14-tägige illustrierte Zeitschrift). Band 26. Bong, 1912, ISSN 2568-7662, S. 165–167 (13 S., Bibliothekslink – Zeitschriftenartikel).
- Betitkállim bil-ʻarabi? (Sprechen Sie Arabisch?). Handbuch der ägyptisch-arabischen Umgangssprache. In: Koch's Sprachführer. Band 18. Koch, Dresden/Leipzig 1913 (96 S., eingeschränkte Vorschau in der Google-Buchsuche – spätere Aufl.F. Dümmlers Verlagshandlung, Berlin 1930).
- Meine Pilgerfahrt nach Mekka. In: Fahrten und Abenteuer. Band 3. Verlag Die Scholle, Leipzig 1924 (63 S., Bibliothekseintrag).
- Meine Pilgerfahrt nach Mekka. In: Fahrten und Abenteuer. Band 3. Verlag "Die Scholle", Leipzig 1924 (63 S., Bibliothekseintrag).
- Das Alte Ägypten, Von der Urzeit bis auf Alexander den Großen. Hermann Paetel Verlag, Neu-Finkenburg bei Berlin 1924 (149 S.).
- Als Beduine zu den Teufelsanbetern. Verlag Deutsche Buchwerkstätten, Dresden 1925 (196 S., spätere Aufl.Verlag Oestergaard, Berlin-Schöneberg 1932).
- Unter Drusen, Kurden und Teufelsanbetern. In: Wege zum Wissen. Band 58. Ullstein Verlag, Berlin 1926 (120 S., Bibliothekseintrag – jüngste Ausgabe 2017 durch:  Deutsche Nationalbibliothek, Leipzig/Frankfurt am Main).
- Wanderungen im Heiligen Lande, Ein Buch des Geschehens und Erlebens. Hochweg Verlag, Berlin 1927 (388 S.).
- Die Pharaonen und ihre Frauen. In: Sitte und Sittlichkeit im Wandel der Jahrtausende. Band 1. Ethos-Verlag (Uhlands technischer Verlag), Leipzig 1928 (120 S., jüngste Ausgabe 2001 durch: Fischer Verlag, Erlangen).
- Mohammedanisches Passionsspiel in Persien. In: Länder, Völker, Reisen. Band 3. Atlantis Verlag, Berlin 1930, S. 150–153 (63 S., Bibliothekseintrag).
- Bei arabischen Beduinen. Enßlin & Laiblin, Reutlingen 1942 (illustriert von Alfred Zacharias)
- Karl May und Ernst Keil. Eine Erinnerung von Ernst Klippel. In: Mitteilungen der Karl-May-Gesellschaft. Band 126. Karl May Verlag, Bamberg, Radebeul 2000, S. 61–63 (2 S., Onlinefassung – Originaltitel: Karl May und Ernst Keil. Eine Erinnerung von Ernst Klippel. 1932. Erstausgabe: Gartenlaube, In der Spalte ganz links die Seitennummern 62 und 63 für den Gartenlaube-Artikel anklicken sowie 61 für die Kritik von Joachim Biermann).
- Der weiße Beduine, Unter Karawanenleuten und Oasenmenschen. Gustav Wenzel & Sohn Verlag, Braunschweig 1940 (248 S., 3. Auflage 1943).
- Unter Senûsy-Brüdern, Drusen und Teufelsanbetern, Im Sattel zu orientalischen Geheimsekten. Gustav Wenzel & Sohn Verlag, Braunschweig 1942 (226 S.).

## Mitwirkung in Gesellschaften und Werken
Klippel brachte sein Fachwissen in anerkannte Text- und Bildwerke anderer Autoren ein wie z. B.
- Alfred Oestergaard: Das ferne Land im Bild. In: Oestergaards Handatlas, Karte und Bild. Bildband. Verlag Peter J. Oestergaard, Berlin-Schöneberg 1930 (138 S., 227 Kupfertiefdruck Fotos auf Kunstdruckpapier mit ausführliche Erläuterungen und Informationen zu den jeweiligen Kunstbildern von Dr. Gustav Diercks, "Ernst Klippel", Dr. Kohlmann und Dr. Vierath).

sowie als Bearbeiter der Orientalia des Herder-Lexikons
Er war Mitglied der Oberlausitzischen Gesellschaft der Wissenschaften, der Royal Asiatic Society und der Society of Authors in London, der Association Littéraire et Artistique Internationale in Paris.
Die Societé Khédiviale de Geographie in Kairo, deren Vorstandsmitglied er bereits einige Jahre war, publizierte seine Studien über die Folklore bédouin de l'Égypte.